# Michel Platini
Michel François Platini (phiên âm tiếng Việt như: Mi-sen Ph-răng-xoa Pla-ti-ni) (sinh ngày 21 tháng 6 năm 1955 tại Jœuf, Pháp) là một cựu cầu thủ của Juventus, cựu huấn luyện viên bóng đá và cũng là cựu Chủ tịch Liên đoàn bóng đá châu Âu (UEFA) từ năm 2007 đến năm 2016. Khi còn là cầu thủ, ông đã giành được 3 Quả Bóng Vàng liên tiếp các năm 1983, 1984 và 1985.
Trong sự nghiệp cầu thủ, Platini từng khoác áo các câu lạc bộ Nancy, Saint-Étienne và Juventus. Platini là thành viên đội tuyển Pháp vô địch châu Âu năm 1984, giải đấu mà ông đồng thời là cầu thủ xuất sắc nhất và vua phá lưới. Ông cũng từng tham dự các World Cup 1978, 1982 và 1986, với thành tích hạng ba năm 1986 và hạng tư năm 1982. Platini cùng với Alain Giresse, Luis Fernández và Jean Tigana đã tạo nên Bộ tứ huyền ảo (tiếng Pháp: Le carré magique), hàng tiền vệ là trái tim của đội tuyển Pháp trong suốt thập niên 1980. Ông từng 3 lần được nhận giải thưởng quả bóng vàng châu Âu và được bầu là cầu thủ xuất sắc nhất châu Âu.

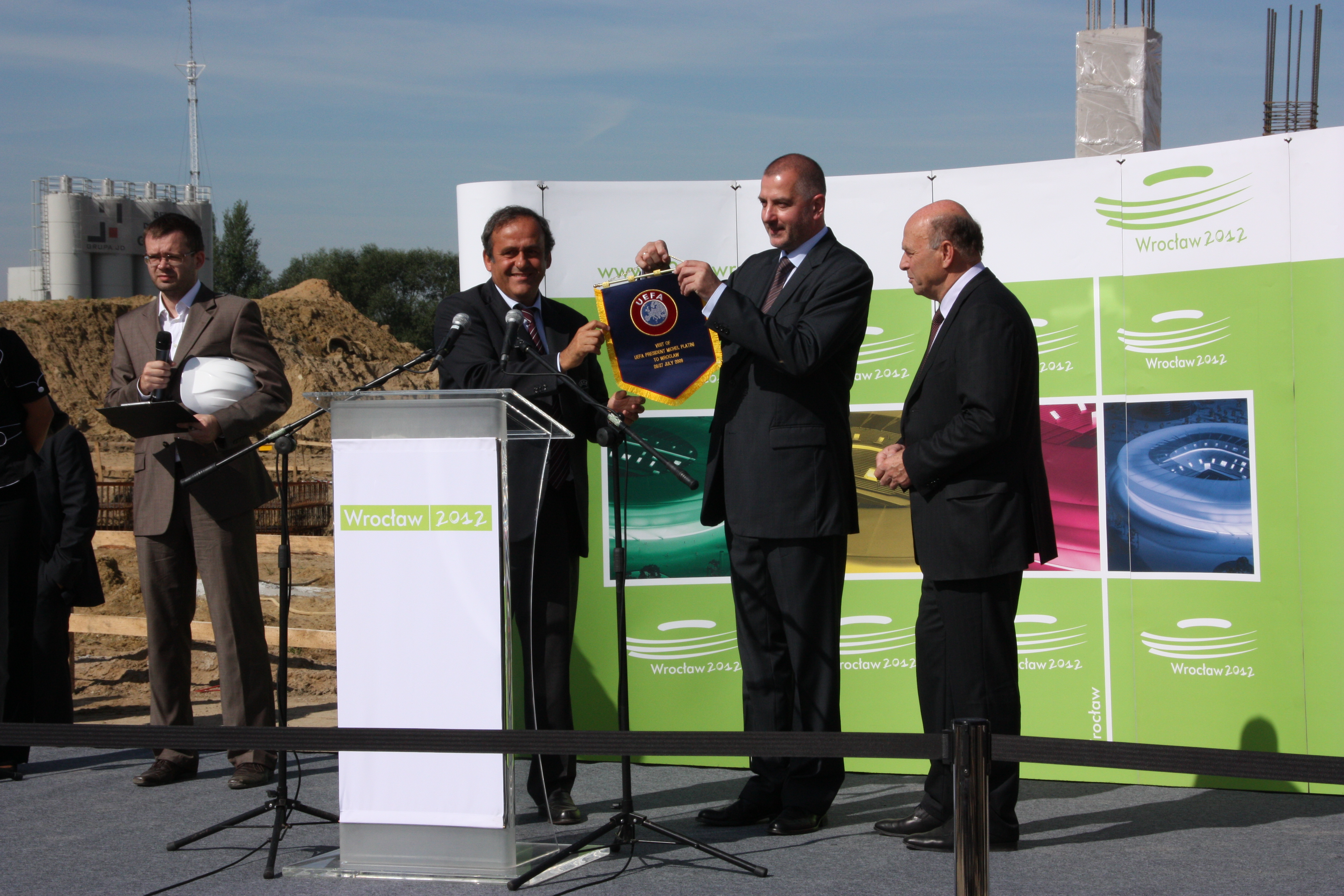
Michel Platini, Rafał Dutkiewicz, Grzegorz Lato (Wrocław, 2009).

Platini từng là huấn luyện viên dẫn dắt đội tuyển Pháp ở Euro 92. Ông cũng là đồng Chủ tịch Ban tổ chức Giải vô địch bóng đá thế giới 1998 (người còn lại là Fernand Sastre) ngay trên quê hương, giải đấu mà đội tuyển Pháp đã đoạt chức vô địch.
Ngày 26 tháng 1 năm 2007, Michel Platini đã đắc cử chức Chủ tịch UEFA sau cuộc họp Ban chấp hành Liên đoàn bóng đá châu Âu, tổ chức tại thành phố Dusseldorf (Đức). Michel Platini giành được 27 phiếu bầu, hơn 4 phiếu so với Chủ tịch đương nhiệm Lennart Johansson (có tổng cộng 52 phiếu, 2 phiếu trống).
Văn phòng kiểm sát tối cao của Thụy Sĩ tuyên bố vào ngày 25 tháng 9 năm 2015 là đang điều tra Sepp Blatter về những tội phạm trong quản lý. Vào ngày 8 tháng 10 năm 2015 Sepp Blatter và các nhân viên cao cấp khác của FIFA cũng như Chủ tịch UEFA, Michel Platini bị cấm các hoạt động liên quan tới vấn đề bóng đá 90 ngày trong khi cuộc điều tra đang tiếp diễn. Trong tháng 2 năm 2011, Blatter đã trả cho Platini 2 triệu đồng Franken Thụy Sĩ được cho là tiền công về những cố vấn từ năm 1998 cho tới 2002.,
Ngày 10 tháng 5 năm 2016, ông chính thức tuyên bố từ chức Chủ tịch UEFA sau khi thất bại trong nỗ lực kháng cáo lên Tòa án Trọng tài Thể thao quốc tế (CAS) về án phạt cấm tham gia mọi hoạt động bóng đá.

## Thiếu thời
Sinh ra ở Jœuf, thuộc vùng Lorraine, Platini là con trai của Aldo và Anna (nhũ danh Piccinelli), cả hai đều có nguồn gốc từ Ý. Gia đình Anna có nguồn gốc từ tỉnh Belluno, trong khi cha của Aldo, Francesco Platini, là một người nhập cư từ Agrate Conturbia, thuộc tỉnh Novara, và định cư ở Pháp ngay sau khi Chiến tranh thế giới thứ nhất kết thúc. Aldo là một cầu thủ bóng đá chuyên nghiệp và là giám đốc lâu năm của AS Nancy, câu lạc bộ nơi Michel bắt đầu sự nghiệp chuyên nghiệp của mình.

## Sự nghiệp câu lạc bộ

### AS Nancy
Sau khi thể hiện không tốt trong trận chung kết giải cầu thủ trẻ năm 1969, Michel Platini đã thu hút sự chú ý khi mới 16 tuổi trong một trận đấu của giải Coupe Gambardella với màn thể hiện ấn tượng cho đàn em Jœuf trước đội đàn em Metz. Platini được gọi thử việc với Metz, nhưng bỏ lỡ cơ hội vì chấn thương, và không được gọi trở lại ngay sau khi huấn luyện viên của Metz chuyển sang câu lạc bộ khác. Anh ấy trở lại giải bóng đá khu vực với Jœuf. Một thử nghiệm khác tại Metz đã diễn ra sai lầm khủng khiếp khi thử nghiệm thở trên phế dung kế khiến Platini ngất xỉu. Phán quyết của bác sĩ về tình trạng khó thở và yếu tim của Platini đã chấm dứt mọi hy vọng của Platini về việc được chơi cho đội bóng yêu thích thời niên thiếu của mình. Sau đó, anh gia nhập đội dự bị của câu lạc bộ Nancy của cha mình vào tháng 9 năm 1972, và kết thân với thủ môn Jean-Michel Moutier của đội.
Platini nhanh chóng gây ấn tượng mạnh ở câu lạc bộ mới, ghi một hat-trick trong trận đấu với Wittelsheim của đội dự bị. Những màn thể hiện xuất sắc hơn nữa khiến anh ấy phải tranh một suất trong đội một của Nancy. Việc anh ấy được giới thiệu vào đội một là điều không tốt.
Trên băng ghế dự bị trong trận đấu với Valenciennes, Platini đã bị đám đông ném nhiều đồ vật khác nhau vào người khi ẩu đả nổ ra trên khán đài. Chơi cho đội dự bị vài ngày sau đó, một pha vào bóng ác ý từ đối thủ đã khiến Platini dính chấn thương mắt cá chân nặng. Mùa giải của anh ấy sẽ kết thúc theo một cách tích cực hơn, và anh ấy sẽ có trận ra mắt giải đấu trước Nîmes vào ngày 3 tháng 5 năm 1973.

### Juventus
Ông đã giành chức vô địch Serie A với Juventus vào năm 1984 và 1986, Cúp vô địch Cúp C1 châu Âu năm 1984 (kiến tạo cho Vignola mở tỷ số trong chiến thắng 2-1 của câu lạc bộ Turin trước Porto trong trận chung kết của giải đấu), Siêu cúp châu Âu 1984 , Cúp C1 châu Âu năm 1985 và Cúp Liên lục địa năm 1985. Anh ấy đã trở thành Vua phá lưới ở Serie A trong ba mùa giải liên tiếp (1982–83, 1983–84 và 1984–85), đồng thời giành được hat-trick danh hiệu Cầu thủ xuất sắc nhất châu Âu (1983 đến 1985). Ông cũng được bầu chọn là Cầu thủ của năm bởi tạp chí World Soccer vào năm 1984 và 1985.

## Sự nghiệp quốc tế

### Thế vận hội mùa hè
Platini là cầu thủ của đội tuyển bóng đá Pháp tại Thế vận hội Mùa hè 1976 ở Montreal. Giải đấu của họ bắt đầu vào ngày 19 tháng 7 với chiến thắng 4–0 trước Mexico. Họ ghi thêm một chiến thắng 4–0 trong trận đấu tiếp theo trước Guatemala, với hai bàn thắng của Platini. Đội tuyển Pháp kết thúc vòng bảng với trận hòa trước Israel, Platini ghi bàn từ chấm phạt đền. Pháp tiến vào vòng tứ kết, nơi họ sẽ đối đầu với một đội Đông Đức sung mãn. Pháp thua 4–0 và kết thúc trận đấu với chín người.

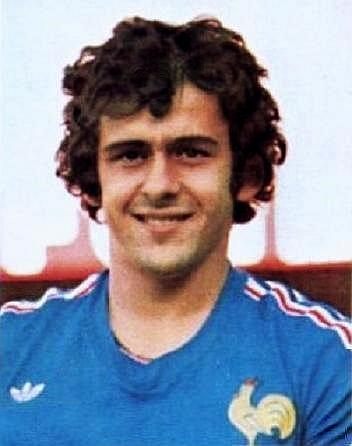
Platini vào năm 1978

### World cup
Mặc dù Platini không thất vọng bởi màn trình diễn của mình tại World Cup đầu tiên, nhưng người hâm mộ cho rằng ông phải chịu trách nhiệm về việc đội tuyển Pháp không thể tiến sâu trong giải đấu, và trong mùa giải sau đó anh ấy là mục tiêu chế giễu của đám đông. Tình huống trở nên căng thẳng trong một trận đấu với Saint-Étienne. Bị thúc giục bởi những người hâm mộ la ó, Platini tranh giành mọi đường bóng, và ông dính chấn thương mắt cá nặng trong một pha vào bóng. Kết quả là ôngnđã bị loại khỏi chiến dịch Nancy's Cup Winners' Cup. Hợp đồng của anh ấy với câu lạc bộ hết hạn vào tháng 6 năm 1979, và Internazionale, Paris Saint-Germain và Saint-Étienne nổi lên như những câu lạc bộ có nhiều khả năng ký hợp đồng với anh ấy nhất, mặc dù chủ tịch câu lạc bộ Nancy không muốn để Platini rời câu lạc bộ. Sau khi quyết định chuyển đến Saint-Étienne, anh ấy đã ký hợp đồng ba năm với les Verts.

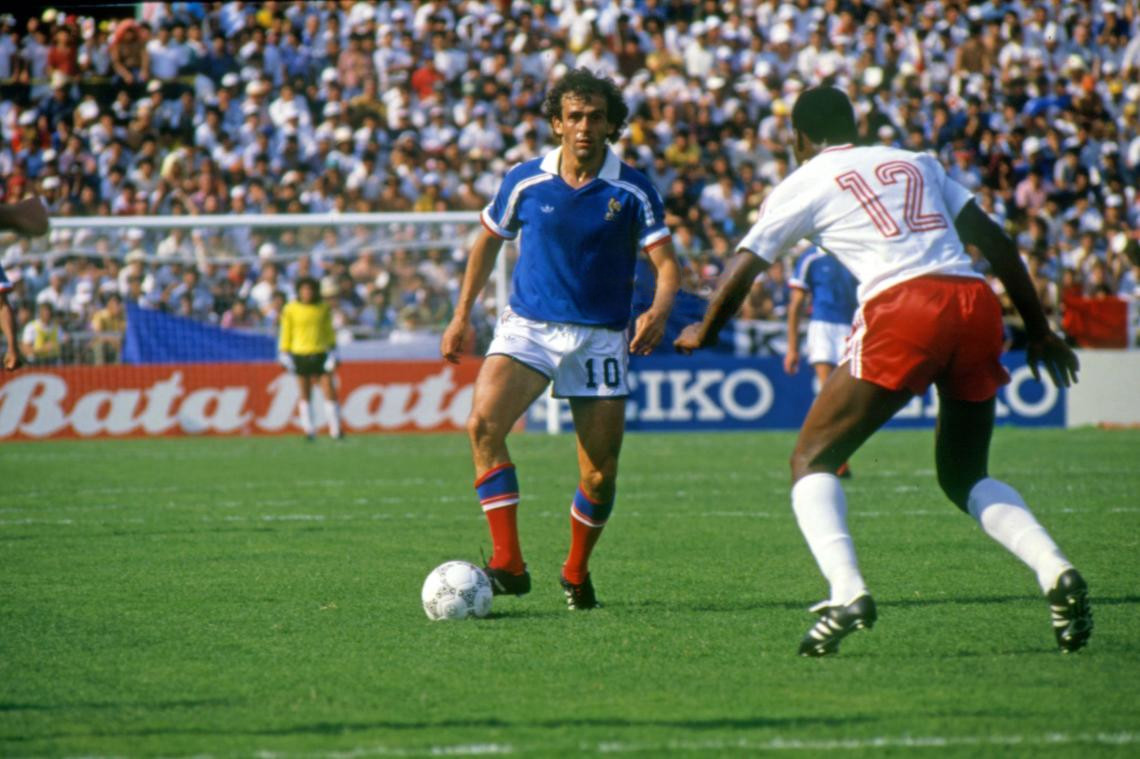
Platini trong trận gặp Canada

Bất chấp những vết thương và những tiếng la ó sẽ chào đón anh, Platini vẫn duy trì khiếu hài hước tinh nghịch của mình. Trong những chuyến đi xa, anh ta đốt pháo ở những nơi công cộng rồi giả chết, chắc chắn sẽ thu hút đám đông. Khi ở Argentina dự World Cup, anh ấy đã bóp những tuýp kem đánh răng vào giường của các đồng đội.
Platini không có thể trạng tốt nhất tại World Cup 1986 ở Mexico. Tuy nhiên, ông cũng đã đóng góp hai bàn thắng quan trọng. Bàn thắng đầu tiên góp phần vào thất bại 2–0 của họ trước đương kim vô địch Ý tại Sân vận động Olimpico ở Thành phố Mexico. Bàn thứ hai đến trong trận tứ kết với Brazil ở Guadalajara. Sau khi Careca ghi bàn cho Brazil, Platini đã ghi bàn gỡ hòa, bàn thứ 41 của ông vào ngày sinh nhật thứ 31 của anh ấy, khiến trận đấu phải bước vào loạt sút luân lưu. Pháp thắng 4–3, khi Platini đưa bóng đi vọt xà ngang một cách khét tiếng. Bàn thắng này là bàn thắng cuối cùng trong sự nghiệp thi đấu quốc tế của ông. Sau khi thua Tây Đức ở trận bán kết World Cup thứ hai liên tiếp tại Guadalajara, Pháp đành phải đá trận tranh hạng 3, lần này Pháp đã dành huy chương đồng. Platini không tham gia các trận tranh hạng ba World Cup 1982 hoặc 1986.
Platini xuất hiện lần cuối cùng cho Pháp vào ngày 29 tháng 4 năm 1987, trong trận đấu thuộc vòng loại Giải vô địch châu Âu trên sân nhà trước Iceland, vài tuần trước khi tuyên bố giã từ sự nghiệp bóng đá. Trong 72 lần ra sân cho Pháp từ năm 1976 đến 1987, trong đó có 49 lần ra sân với tư cách đội trưởng, Platini đã ghi 41 bàn, một kỷ lục cho đội tuyển quốc gia Pháp, kỷ lục mà chỉ có hai người đàn ông vượt qua: Thierry Henry, sau khi ghi bàn cho đội tuyển quốc gia thứ 42 và 43 bàn thắng vào lưới Litva trong trận đấu vòng loại Euro 2008 vào ngày 17 tháng 10 năm 2007 và Olivier Giroud, người đã ghi bàn thắng thứ 41 và 42 cho Pháp trong chiến thắng giao hữu 7–1 trước Ukraine vào ngày 7 tháng 10 năm 2020.

## Sự nghiệp huấn luyện
Platini được bổ nhiệm làm huấn luyện viên của đội tuyển quốc gia Pháp vào ngày 1 tháng 11 năm 1988, thay thế Henri Michel, người đã bị buộc phải nghỉ thi đấu sau trận hòa khét tiếng của Pháp với Đảo Síp (1-1) ở vòng loại World Cup 1990. Chiến dịch vòng loại của Pháp cuối cùng đã không thành công.
Trọng tâm của đội chuyển sang vòng loại cho Giải vô địch châu Âu năm 1992 tại Thụy Điển. Pháp đã xuất sắc vượt qua vòng loại, thắng cả tám trận vòng bảng, trong đó có những chiến thắng đáng chú ý trước Tây Ban Nha và Tiệp Khắc. Sau chuỗi 19 trận bất bại kỷ lục, họ nằm trong số những ứng cử viên được yêu thích để giành chiến thắng trong cuộc thi và Platini được World Soccer Awards vinh danh là Người quản lý của năm. Nhưng một chuỗi màn trình diễn kém hấp dẫn trong các trận đấu khởi động, sau đó là việc Pháp bị loại ngay từ vòng đầu tiên của giải đấu, đã khiến Platini phải từ chức huấn luyện viên.

## Chủ tịch UEFA
Platini xác nhận rằng ông sẽ tranh cử chức chủ tịch UEFA vào tháng 7 năm 2006. Trong cuộc bầu cử ở Düsseldorf vào ngày 26 tháng 1 năm 2007, ông đã đánh bại Lennart Johansson, người đã giữ chức vụ này trong 16 năm trước đó, với 27 phiếu bầu so với 23.

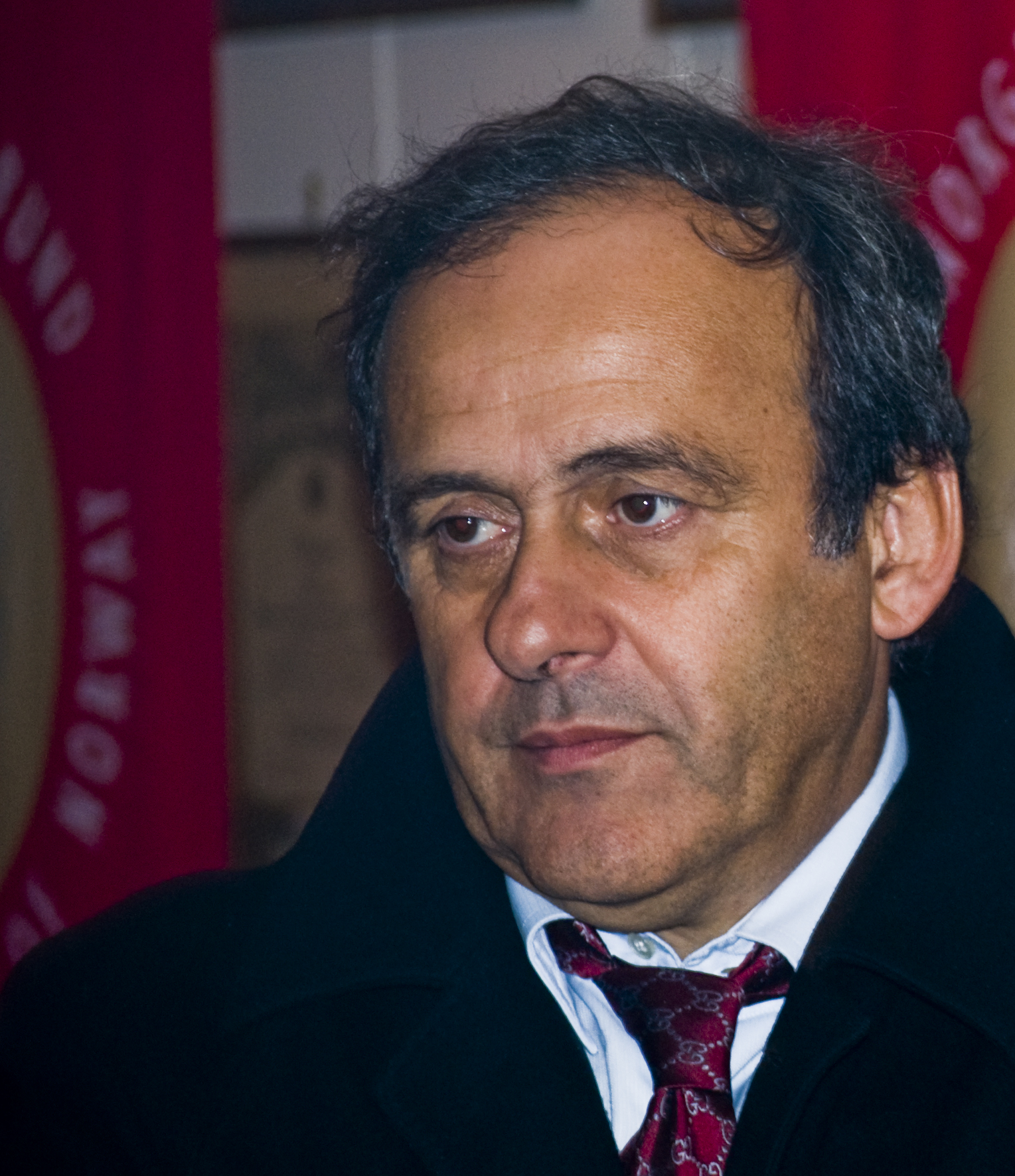
Platini năm 2008

Platini gần đây [khi nào?] ủng hộ ý tưởng 6 + 5, sáu cầu thủ trưởng thành trong nước và năm cầu thủ nước ngoài sẽ được giới thiệu trong các đội bóng hàng đầu ở châu Âu. Platini cũng đã ủng hộ giới hạn tiền lương, chi tiêu chuyển nhượng - cả tuyệt đối và như một phần doanh thu của câu lạc bộ - và quyền sở hữu câu lạc bộ nước ngoài. Anh ấy đã tuyên bố rằng anh ấy muốn giảm số đội Ý, Tây Ban Nha và Anh tham dự UEFA Champions League xuống còn tối đa ba đội thay vì bốn đội. Điều này vẫn chưa xảy ra, nhưng thay vào đó, trong mùa giải 2009–10, các lộ trình khác nhau đã được tạo cho các nhà vô địch của các quốc gia nhỏ hơn và các nhà vô địch của các quốc gia lớn hơn. Anh ấy cũng đã nói về việc cấm các câu lạc bộ tham gia thi đấu dựa trên các khoản nợ của các câu lạc bộ.

### Tham nhũng
Sau vụ án tham nhũng đang diễn ra và sau khi tuyên bố vào tháng 7 rằng ông sẽ tranh cử chức chủ tịch FIFA, Platini cũng tự dính líu vào vụ án. Các công tố viên Thụy Sĩ cáo buộc chủ tịch FIFA Sepp Blatter đã thực hiện "khoản thanh toán không trung thực" 2 triệu đô la (1,6 triệu bảng Anh) cho Platini. Tổng chưởng lý Thụy Sĩ, Michael Lauber [de], tuyên bố: "Chúng tôi không phỏng vấn ông Platini với tư cách nhân chứng, điều đó không đúng. Chúng tôi đã điều tra ông ấy với tư cách là nhân chứng và bị cáo." Cả Platini và Blatter đều bị ủy ban đạo đức độc lập của FIFA điều tra chính thức vào cuối tháng 9 năm 2015.
Platini và Blatter đều bị kết tội vi phạm đạo đức và bị cấm tham gia môn thể thao này cho đến năm 2023. Ủy ban cho biết Platini "không thể hiện cam kết về thái độ đạo đức" và thiếu tôn trọng luật pháp cũng như các quy định của tổ chức. Platini tẩy chay phiên điều trần và cho biết ông dự định kháng cáo quyết định này, đồng thời tuyên bố bản thân "thanh thản với lương tâm". nhưng các tòa án đã bác bỏ đơn kháng cáo của ông.

## Các đội đã thi đấu
- AS Nancy (1972-1979)
- AS Saint-Étienne (1979-1982)
- Juventus (1982-1987)
- Đội tuyển Pháp (1976-1987)

## Thống kê sự nghiệp
| #  | Ngày                 | Địa điểm                                                      | Đối thủ          | Bàn thắng | Kết quả | Giải đấu                 |
| -- | -------------------- | ------------------------------------------------------------- | ---------------- | --------- | ------- | ------------------------ |
| 1  | 27 tháng 3 năm 1976  | Sân vận động Công viên các Hoàng tử, Paris, Pháp              | Tiệp Khắc        | 2–0       | 2–2     | Giao hữu                 |
| 2  | 1 tháng 9 năm 1976   | Idrætspark, Copenhagen, Đan Mạch                              | Đan Mạch         | 1–1       | 1–1     | Giao hữu                 |
| 3  | 9 tháng 10 năm 1976  | Sân vận động Quốc gia Vasil Levski, Sofia, Bulgaria           | Bulgaria         | 1–0       | 2–2     | Vòng loại World Cup 1978 |
| 4  | 17 tháng 11 năm 1976 | Sân vận động Công viên các Hoàng tử, Paris, Pháp              | Cộng hòa Ireland | 1–0       | 2–0     | Vòng loại World Cup 1978 |
| 5  | 23 tháng 4 năm 1977  | Sân vận động Charmilles, Genève, Thụy Sĩ                      | Thụy Sĩ          | 1–0       | 4–0     | Giao hữu                 |
| 6  | 16 tháng 11 năm 1977 | Sân vận động Công viên các Hoàng tử, Paris, Pháp              | Bulgaria         | 2–0       | 3–1     | Vòng loại World Cup 1978 |
| 7  | 8 tháng 2 năm 1978   | Sân vận động San Paolo, Napoli, Ý                             | Ý                | 2–2       | 2–2     | Giao hữu                 |
| 8  | 1 tháng 4 năm 1978   | Sân vận động Công viên các Hoàng tử, Paris, Pháp              | Brasil           | 1–0       | 1–0     | Giao hữu                 |
| 9  | 19 tháng 5 năm 1978  | Sân vận động Nord, Villeneuve-d'Ascq, Pháp                    | Tunisia          | 1–0       | 2–0     | Giao hữu                 |
| 10 | 6 tháng 6 năm 1978   | Sân vận động tượng đài, Buenos Aires, Argentina               | Argentina        | 1–1       | 1–2     | World Cup 1978           |
| 11 | 5 tháng 9 năm 1979   | Sân vận động Råsunda, Solna, Thụy Điển                        | Thụy Điển        | 2–1       | 3–1     | Vòng loại Euro 1980      |
| 12 | 10 tháng 10 năm 1979 | Sân vận động Công viên các Hoàng tử, Paris, Pháp              | Hoa Kỳ           | 1–0       | 3–0     | Giao hữu                 |
| 13 | 27 tháng 2 năm 1980  | Sân vận động Công viên các Hoàng tử, Paris, Pháp              | Hy Lạp           | 2–1       | 5–1     | Giao hữu                 |
| 14 | 27 tháng 2 năm 1980  | Sân vận động Công viên các Hoàng tử, Paris, Pháp              | Hy Lạp           | 3–1       | 5–1     | Giao hữu                 |
| 15 | 11 tháng 10 năm 1980 | Sân vận động Tsirio, Limassol, Cộng hòa Síp                   | Síp              | 2–0       | 7–0     | Vòng loại World Cup 1982 |
| 16 | 11 tháng 10 năm 1980 | Sân vận động Tsirio, Limassol, Cộng hòa Síp                   | Síp              | 3–0       | 7–0     | Vòng loại World Cup 1982 |
| 17 | 28 tháng 10 năm 1980 | Sân vận động Công viên các Hoàng tử, Paris, Pháp              | Cộng hòa Ireland | 1–0       | 2–0     | Vòng loại World Cup 1982 |
| 18 | 14 tháng 10 năm 1981 | Lansdowne Road, Dublin, Cộng hòa Ireland                      | Cộng hòa Ireland | 2–3       | 2–3     | Vòng loại World Cup 1982 |
| 19 | 18 tháng 11 năm 1981 | Sân vận động Công viên các Hoàng tử, Paris, Pháp              | Hà Lan           | 1–0       | 2–0     | Vòng loại World Cup 1982 |
| 20 | 23 tháng 2 năm 1982  | Sân vận động Công viên các Hoàng tử, Paris, Pháp              | Ý                | 1–0       | 2–0     | Giao hữu                 |
| 21 | 21 tháng 6 năm 1982  | Sân vận động José Zorrilla, Valladolid, Tây Ban Nha           | Kuwait           | 2–0       | 4–1     | World Cup 1982           |
| 22 | 8 tháng 7 năm 1982   | Sân vận động Ramón Sánchez Pizjuán, Sevilla, Tây Ban Nha      | Tây Đức          | 1–1       | 3–3     | World Cup 1982           |
| 23 | 10 tháng 11 năm 1982 | De Kuip, Rotterdam, Hà Lan                                    | Hà Lan           | 2–1       | 2–1     | Giao hữu                 |
| 24 | 7 tháng 9 năm 1983   | Idrætspark, Copenhagen, Đan Mạch                              | Đan Mạch         | 1–1       | 1–3     | Giao hữu                 |
| 25 | 29 tháng 2 năm 1984  | Sân vận động Công viên các Hoàng tử, Paris, Pháp              | Anh              | 1–0       | 2–0     | Giao hữu                 |
| 26 | 29 tháng 2 năm 1984  | Sân vận động Công viên các Hoàng tử, Paris, Pháp              | Anh              | 2–0       | 2–0     | Giao hữu                 |
| 27 | 12 tháng 6 năm 1984  | Sân vận động Công viên các Hoàng tử, Paris, Pháp              | Đan Mạch         | 1–0       | 1–0     | Euro 1984                |
| 28 | 16 tháng 6 năm 1984  | Sân vận động Beaujoire, Nantes, Pháp                          | Bỉ               | 1–0       | 5–0     | Euro 1984                |
| 29 | 16 tháng 6 năm 1984  | Sân vận động Beaujoire, Nantes, Pháp                          | Bỉ               | 4–0       | 5–0     | Euro 1984                |
| 30 | 16 tháng 6 năm 1984  | Sân vận động Beaujoire, Nantes, Pháp                          | Bỉ               | 5–0       | 5–0     | Euro 1984                |
| 31 | 19 tháng 6 năm 1984  | Sân vận động Geoffroy-Guichard, Saint-Étienne, Pháp           | Nam Tư           | 1–1       | 3–2     | Euro 1984                |
| 32 | 19 tháng 6 năm 1984  | Sân vận động Geoffroy-Guichard, Saint-Étienne, Pháp           | Nam Tư           | 2–1       | 3–2     | Euro 1984                |
| 33 | 19 tháng 6 năm 1984  | Sân vận động Geoffroy-Guichard, Saint-Étienne, Pháp           | Nam Tư           | 3–1       | 3–2     | Euro 1984                |
| 34 | 23 tháng 6 năm 1984  | Sân vận động Vélodrome, Marseille, Pháp                       | Bồ Đào Nha       | 3–2       | 3–2     | Euro 1984                |
| 35 | 27 tháng 6 năm 1984  | Sân vận động Công viên các Hoàng tử, Paris, Pháp              | Tây Ban Nha      | 1–0       | 2–0     | Euro 1984                |
| 36 | 13 tháng 10 năm 1984 | Sân vận động Thành phố, Thành phố Luxembourg, Luxembourg      | Luxembourg       | 2–0       | 4–0     | Vòng loại World Cup 1986 |
| 37 | 21 tháng 11 năm 1984 | Sân vận động Công viên các Hoàng tử, Paris, Pháp              | Bulgaria         | 1–0       | 1–0     | Vòng loại World Cup 1986 |
| 38 | 16 tháng 11 năm 1985 | Sân vận động Công viên các Hoàng tử, Paris, Pháp              | Nam Tư           | 1–0       | 2–0     | Vòng loại World Cup 1986 |
| 39 | 16 tháng 11 năm 1985 | Sân vận động Công viên các Hoàng tử, Paris, Pháp              | Nam Tư           | 2–0       | 2–0     | Vòng loại World Cup 1986 |
| 40 | 17 tháng 6 năm 1986  | Sân vận động Olímpico Universitario, Thành phố México, México | Ý                | 1–0       | 2–0     | World Cup 1986           |
| 41 | 21 tháng 6 năm 1986  | Sân vận động Jalisco, Guadalajara, México                     | Brasil           | 1–1       | 1–1     | World Cup 1986           |

## Các danh hiệu

### Với đội tuyển bóng đá quốc gia Pháp
- Hạng ba giải vô địch bóng đá thế giới 1986
- Vô địch châu Âu năm 1984
- Vô địch Cúp Artemio Franchi năm 1985
- Huấn luyện viên xuất sắc nhất năm 1991 do độc giả của tạp chí World Soccer bình chọn.

### Với câu lạc bộ AS Nancy
- Vô địch giải hạng 2 Pháp: 1975
- Cúp bóng đá Pháp: 1978

### Với câu lạc bộ AS Saint-Étienne
- Vô địch Pháp: 1981

### Với câu lạc bộ Juventus
- Cúp C1 Châu Âu: 1985
- Cúp các câu lạc bộ đoạt cúp bóng đá quốc gia châu Âu: 1984
- Siêu cúp bóng đá châu Âu: 1984
- Cúp bóng đá Liên lục địa: 1985
- Vô địch bóng đá Ý: 1984 và 1986
- Cúp bóng đá Ý: 1983

### Các danh hiệu cá nhân
- Quả bóng vàng châu Âu 3 năm liên tiếp 1983, 1984 và 1985
- Cầu thủ xuất sắc nhất trong năm của tạp chí World Soccer 1984 và 1985